# Pardosa falcula
Pardosa falcula este o specie de păianjeni din genul Pardosa, familia Lycosidae, descrisă de F. O. P.-cambridge în anul 1902.
Este endemică în Guatemala. Conform Catalogue of Life specia Pardosa falcula nu are subspecii cunoscute.